# Westville (Indiana)
Westville es un pueblo ubicado en el condado de LaPorte en el estado estadounidense de Indiana. En el Censo de 2010 tenía una población de 5853 habitantes y una densidad poblacional de 731,82 personas por km².

## Geografía
Westville se encuentra ubicado en las coordenadas 41°32′17″N 86°54′20″O / 41.53806, -86.90556. Según la Oficina del Censo de los Estados Unidos, Westville tiene una superficie total de 8 km², de la cual 8 km² corresponden a tierra firme y (0%) 0 km² es agua.

## Demografía
Según el censo de 2010, había 5853 personas residiendo en Westville. La densidad de población era de 731,82 hab./km². De los 5853 habitantes, Westville estaba compuesto por el 72.12% blancos, el 25.08% eran afroamericanos, el 0.17% eran amerindios, el 0.34% eran asiáticos, el 0% eran isleños del Pacífico, el 1.59% eran de otras razas y el 0.7% pertenecían a dos o más razas. Del total de la población el 6.29% eran hispanos o latinos de cualquier raza.